# Pericallia matrona
Pericallia matrona är en fjärilsart som beskrevs av Jacob Hübner 1804. Pericallia matrona ingår i släktet Pericallia och familjen björnspinnare. Inga underarter finns listade i Catalogue of Life.